# Jan Pieterse
Pour les articles homonymes, voir Pieterse.
Jan Pieterse (né le 29 octobre 1942 à Oude-Tonge) est un coureur cycliste néerlandais. Lors des Jeux olympiques de 1964 à Tokyo, il a remporté la médaille d'or du contre-la-montre par équipes avec Bart Zoet, Evert Dolman et Gerben Karstens.

## Palmarès
- 1961
  - Ronde van Oud-Vossemeer
- 1963
  - Tour d'Autriche :
    - Classement général
    - 1re étape secteur b

  - 2e du GP Faber
  - 2e du Tour d'Overijssel
- 1964
  -  Champion olympique du contre-la-montre par équipes (avec Bart Zoet, Evert Dolman et Gerben Karstens)
  - 4e étape secteur b de l'Olympia's Tour